# Дейли, Том
То́мас Ро́берт «Том» Де́йли (англ. Thomas Robert «Tom» Daley; род. 21 мая 1994, Плимут, Юго-Западная Англия) — британский прыгун в воду, специализирующийся в прыжках с 10-метровой вышки. Олимпийский чемпион и пятикратный призёр Олимпийских игр, четырёхкратный чемпион мира, пятикратный чемпион Европы, четырёхкратный чемпион Игр Содружества.

## Биография
Том Дейли родился 21 мая 1994 года в больнице Деррифорд в Плимуте (графство Девон, Англия) в семье Дебби (урожденная Сельвестр) и Роберта Дейли. У него есть два брата — Уильям, который на три года моложе, и Бен, который на пять лет моложе. 27 мая 2011 года его отец, Роберт, умер от опухоли головного мозга в возрасте 40 лет, всего через несколько дней после того, как Дейли исполнилось 17 лет.
Его первым героем в прыжках в воду был канадский прыгун в воду Александр Деспати, выигравший золото на Играх Содружества 1998 года в возрасте 13 лет, и британский прыгун в воду Леон Тейлор, который позже был его наставником. Дейли был замечен тренером, принимавшим участие в регулярных уроках подводного плавания, и в сентябре 2002 года был помещен в конкурентоспособную команду. Его первым соревнованием стал национальный чемпионат новичков в апреле 2003 года, где он выиграл медаль в 8/9-летнем возрасте в категории мальчиков. В сентябре 2003 года он принял участие в пригласительном мероприятии в Саутгемптоне, где выиграл соревнования на 1-м, 3-м и помост и впервые произвел впечатление на более широкую аудиторию. Дейли выиграл в своей возрастной группе на чемпионатах Великобритании в прыжках с 1-метрового трамплина, 3-метрового трамплина и вышки в 2004, 2005 и 2006 годах.
В июне 2004 года, через месяц после своего десятого дня рождения, он выиграл соревнование по платформе в национальной группе юниоров (до 18 лет), что сделало его самым молодым победителем этого мероприятия. В 2005 году Дейли участвовал в качестве приглашенного участника в австралийских элитных юниорских национальных соревнованиях и занял первое место в прыжках с вышки и второе место в прыжках с 3-метрового трамплина в соревнованиях в возрастной группе 14-15 лет. Он также выступал в категории 14-15 на Aachen Junior International 2005, заняв второе место в вышке и третье место в трамплинах 3 м. Он соответствовал квалификационному стандарту для Игр Содружества 2006 года, но не был выбран в сборную Англии из-за своего возраста. В 2006 году он стал чемпионом Великобритании среди юношей до 18 лет в прыжках с вышки и с 3-метрового трамплина, а также занял второе место в прыжках с 10-метровой вышки на чемпионате Великобритании среди взрослых 2007 года, который проходил в декабре 2006 года.

### Образование
В конце 2013 года переехал из своего родного Плимута в Лондон. До 13 лет он учился в Эгбакландском колледже, а затем в Плимутском колледже. Сдав экзамены, Дейли получил оценки «отлично» по фотографии, а также «хорошо» по испанскому языку и математике.

### Спортивная карьера
Начав карьеру в семь лет, Дейли уже в раннем возрасте имел успехи на международных соревнованиях. Как он сам говорил, этому сильно поспособствовал его отец. Изначально Томас любил только плавать, но когда отец предложил ему попробовать прыжки в воду, Дейли действительно полюбил этот вид спорта. В 14 лет он был самым молодым в составе сборной Великобритании на Олимпийских играх 2008 года в Пекине и самым молодым участником финальной части этих соревнований в любом из видов спорта.
В 2009 году Дейли в возрасте 15 лет стал победителем чемпионата мира по прыжкам в воду с 10-метровой вышки. До этого, в марте 2008 года, 13-летний Дейли стал чемпионом Европы на 10-метровой вышке.
В 2009 году по версии BBC был назван «Спортивной молодой персоной года».
В 2010 году на Играх Содружества Том завоевал золото на 10-метровой вышке.
На Олимпийских играх в Лондоне в 2012 году в индивидуальных прыжках с 10-метровой вышки Дейли завоевал бронзовую медаль.
В 2014 году на Играх Содружества Томас завоевал золото на 10-метровой вышке в индивидуальном разряде, а также серебро в синхронном прыжке с 10-метровой вышки в паре с Джеймсом Денни.
В 2016 году на Олимпийских играх в Рио-де-Жанейро Томас завоевал свою вторую олимпийскую медаль, заняв третье место в синхронных прыжках с 10-метровой вышки в паре с Дэниелом Гудфеллоу. По итогам 2017 года стал лучшим прыгуном в воду по версии FINA.
В 2021 году на Чемпионате Европы по водным видам спорта в Будапеште Том Дейли и Мэтти Ли выиграли золото в синхронных прыжках в воду с 10-метровой вышки, побив свой личный рекорд. Это первая золотая медаль для Великобритании на данном Чемпионате. В индивидуальных прыжках с вышки стал серебряным призёром с результатом 533,30.
На чемпионате мира 2024 года в Дохе, в командном турнире прыгунов в воду, в составе Великобританской четвёрки завоевал золотую медаль, став четырёхкратным чемпионом мира.
На Олимпийских играх 2024 года в Париже вместе с Ноа Уильямсом завоевал серебро в синхронных прыжках с 10-метровой вышки. Это была пятая олимпийская медаль Дейли. После Парижской Олимпиады 2024 Том Дейли объявил об уходе из большого спорта.

### Личная жизнь
Дейли создал канал на YouTube 23 августа 2010 года, который охватывает различные темы, такие как видеоблоги, упражнения и еда. По состоянию на сентябрь 2021 года у Дейли более 1 200 000 подписчиков и более 130 миллионов просмотров.
2 декабря 2013 года Дейли опубликовал на своём YouTube-канале видео, в котором сообщалось, что с начала того года он состоял в отношениях с мужчиной. Он сказал: «Я никогда не был так счастлив». Дейли сказал, что это было трудное решение говорить о своей личной жизни. Он сказал: «Я никогда не испытывал чувства любви, это произошло так быстро, я был полностью ошеломлен этим до такой степени, что я не могу выбросить его из головы все время».
Его супруг — американский сценарист, режиссёр и продюсер Дастин Лэнс Блэк, который старше Тома на 20 лет. В видео он не использовал слова «гей» или «бисексуал». Он сказал: «Конечно, мне все ещё нравятся девушки». Когда в интервью The Guardian в июле 2015 года его спросили о его сексуальной ориентации, Дейли сказал: «Я не знаю. Я не навешиваю на это никаких ярлыков, потому что сейчас у меня отношения с парнем, но у меня все ещё есть сексуальные чувства к девушкам». Когда его спросили о том, как он смирился со своим влечением к своему полу и о своих отношениях с Блэком он сказал: «У меня были отношения с девушками, где у меня были сексуальные чувства, но они стали намного интенсивнее, когда я встретил Лэнса». В интервью PinkNews 2018 года Дейли отметил сам как «голубой», заявляя: «Я не на 100 процентов натурал; Я не на 100 процентов гей». Три года спустя во время пресс-конференции после завоевания своей первой олимпийской золотой медали в Токио он назвал себя «геем», без разглашения причины для этого сообщения.
Дейли и Блэк встретились на отраслевом мероприятии, и Дейли позже сказал, что это была «настоящая любовь с первого взгляда». 2 октября 2015 года они объявили о помолвке, а 6 мая 2017 года вступили в брак в замке Bovey Castle, расположенном в графстве Девон. 14 февраля 2018 года Блэк и Дейли сообщили, что ожидают рождения их первого ребёнка при помощи суррогатного материнства. 27 июня 2018 года у пары родился сын Роберт Рей. Они живут в Лондоне. 

## Награды
В 2022 году Дейли был награждён орденом Британской империи степени офицера (OBE) за вклад в плавание, ЛГБТ-права и благотворительность.
- Прыгун в воду года по версии FINA: 2017